# Иванов, Алексей Петрович (оперный певец)
Алексе́й Петро́вич Ивано́в (1904—1982) — советский российский оперный певец (баритон), оперный режиссёр, педагог, литератор, общественный деятель. Народный артист СССР (1951). Лауреат трёх Сталинских премий (1946, 1948, 1950).

## Биография

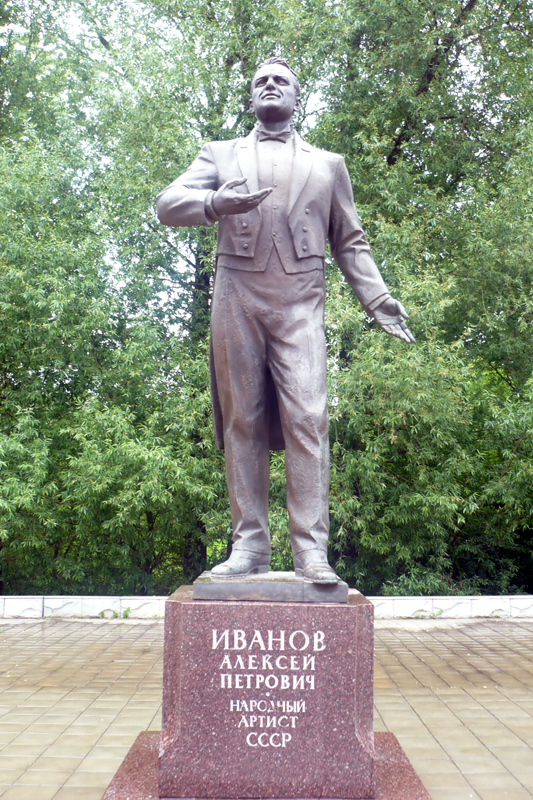
Памятник Иванову А. П. в г. Бежецке

Родился 9 (22) сентября 1904 года в селе Чижово (ныне — в Бежецком районе, Тверская область) в семье учителя церковно-приходской школы. Когда Алексей подрос, его определили в эту школу. Там преподавалось пение, которым увлекались и в семье Ивановых.
В реальном училище Бежецка, куда он затем поступил в 1915 году, ставились силами учащихся самодеятельные спектакли. Первой ролью, которую исполнил будущий певец, была «партия» Муравья в музыкальной инсценировке басни И. А. Крылова «Стрекоза и муравей». По окончании училища поступил на физико-математический факультет Тверского учительского института (ныне Тверской государственный университет), который окончил в 1926 году. С этого же года работал преподавателем физики, механики и математики в школе ФЗУ Тверского вагоностроительного завода. В 1928 году поступил, а в 1932 окончил Ленинградскую консерваторию им. Н. А. Римского-Корсакова (класс Г. А. Боссе). Обучаясь в консерватории, продолжал преподавать физику и математику в школах и техникумах Ленинграда (ныне Санкт-Петербург). Брал уроки пения у И. В. Ершова.
С 1930 года выступал в Оперной студии Ленинградской консерватории им. Н. А. Римского-Корсакова. Несколько лет солировал с хором Ленинградской государственной академической капеллы (партия Христа в оратории И. С. Баха «Страсти по Матфею»). В 1932—1936 годах — солист Малого оперного театра (ныне Михайловский театр) в Ленинграде, в 1936—1937 — Саратовского театра оперы и балета, в 1937—1938 — Горьковского театра оперы и балета им. А. Пушкина, в 1938—1967 — Большого театра в Москве. Рабочий репертуар певца включал около 50 оперных партий.
Выступал с концертами. Был первым исполнителем целого ряда произведений В. П. Соловьёва-Седого, Т. Н. Хренникова, часто выступал по радио и телевидению.
Гастролировал за рубежом: Австрия (Венская государственная опера, 1945), Англия («Ковент-Гарден», Лондон), Шотландия, Франция («Олимпия», Париж, 1953), ГДР (1955), Италия («Ла Скала», Милан) , Германия, Чехословакия, Венгрия, Исландия, Дания, США («Метрополитен-опера», Нью-Йорк), Швеция (Королевская опера в Стокгольме).
Пробовал свои силы и как режиссёр. В Большом театре поставил оперу «Риголетто» Дж. Верди. Режиссёрскую практику затем продолжил в оперной студии Московской консерватории, где был художественным руководителем (1964—1965).
Уйдя из Большого театра, преподавал вокальное мастерство в Загорской (Московской) духовной семинарии.
Свою обширную творческую деятельность совмещал с большой общественно-политической работой. Был депутатом Московского областного Совета депутатов трудящихся, председателем Республиканской комиссии и членом Президиума Всесоюзного комитета по аттестации преподавателей пения, членом Художественного совета Всероссийского театрального общества, вёл профсоюзную работу.
Обобщил принципы отечественной вокальной школы в книгах «Об искусстве пения», «Жизнь артиста» и других. Писал мемуары, статьи, научно-методические труды об искусстве пения, живописи, грима, мастерстве сценического образа.
Свободно владел итальянским и немецким языками, неплохо знал английский, французский, латынь, греческий и церковно-славянский.
Умер 27 февраля (по другим источникам — 11 марта) 1982 года в Москве. Похоронен на Кунцевском кладбище.

## Награды и звания
- Народный артист РСФСР (1947)
- Народный артист СССР (1951)
- Сталинская премия второй степени (1946) — за исполнение заглавных партий в операх «Демон» А. Г. Рубинштейна и «Риголетто» Дж. Верди, партии Чёрта в опере «Черевички» П. И. Чайковского и партии Комиссара в опере «В огне» Д. Б. Кабалевского, поставленных на сцене ГАБТ
- Сталинская премия первой степени (1948) — за исполнение партии Петра в опере «Вражья сила» А. Н. Серова
- Сталинская премия второй степени (1950) — за исполнение заглавной партии в опере «Мазепа» П. И. Чайковского
- Два ордена Трудового Красного Знамени (1951, 1976)[6]
- Медаль «За доблестный труд в Великой Отечественной войне 1941—1945 гг.»
- Медаль «В память 800-летия Москвы»

## Творчество

### Партии
Оперная студия Ленинградской консерватории имени Н. А. Римского-Корсакова
- «Русалка» А. С. Даргомыжского — Ловчий, Сват
- «Тоска» Дж. Пуччини — Скарпиа

Малый оперный театр
- 1932 — «Царская невеста» Н. А. Римского-Корсакова— Грязной
- 1933 — «Камаринский мужик» В. В. Желобинского — Камаринский мужик
- «Тихий дон» И. И. Дзержинского — Евгений Листницкий
- «Поднятая целина» И. И. Дзержинского — Нагульнов
- «Война и мир» С. С. Прокофьева — Болконский

Саратовский театр оперы и балета
- «Демон» А. Г. Рубинштейна — Демон

#### Большой театр
- 1938 — «Риголетто» Дж. Верди — Риголетто
- 1938 — «Царская невеста» Н. А. Римского-Корсакова — Грязной
- 1939 — «Демон» А. Г. Рубинштейна — Демон
- 1939 — «Мазепа» П. И. Чайковского — Мазепа
- 1939 — «Кармен» Ж. Бизе — Эскамильо
- 1939 — «Поднятая целина» И. И. Дзержинского — Нагульнов
- 1939 — «Хованщина» М. П. Мусоргского — Шакловитый
- 1940 — «Аида» Дж. Верди — Амонасро
- 1940 — «Абесалом и Этери» З. П. Палиашвили — Мурман
- 1940 — «Пиковая дама» П. И. Чайковского — Томский
- 1941 — «Черевички» П. И. Чайковского — Чёрт
- 1942 — «Севильский цирюльник» Дж. Россини — Фигаро
- 1943 — «Тоска» Дж. Пуччини — Скарпиа
- 1943 — «Снегурочка» Н. А. Римского-Корсакова — Мизгирь
- 1943 — «В огне» Д. Б. Кабалевского — Комиссар
- 1946 — «Борис Годунов» М. П. Мусоргского — Рангони
- 1947 — «Вражья сила» А. Н. Серова — Пётр
- 1947 — «Великая дружба» В. И. Мурадели — Помазов
- 1948 — «Дубровский» Э. Ф. Направника — Кирилл Трофимович Троекуров
- 1948 — «Князь Игорь» А. П. Бородина — Князь Игорь
- 1949 — «Садко» Н. А. Римского-Корсакова — Веденецкий гость
- 1951 — «От всего сердца» Г. Л. Жуковского — Гордей Ильич
- 1952 — «Руслан и Людмила» М. И. Глинки — Руслан
- 1953 — «Декабристы» Ю. А. Шапорина — Рылеев
- 1954 — «Фиделио» Л. ван Бетховена — Пизарро
- 1954 — «Борис Годунов» М. П. Мусоргского — Щелкалов
- 1957 — «Паяцы» Р. Леонкавалло — Тонио
- 1958 — «Чародейка» П. И. Чайковского — Князь
- 1959 — «Сказка о царе Салтане» Н. А. Римского-Корсакова — Гонец
- 1962 — «Фальстаф» Дж. Верди — Фальстаф

### Дискография
- 1947 — «Снегурочка» Н. А. Римского-Корсакова (дирижёр К. П. Кондрашин) — Мизгирь
- 1948 — «Мазепа» П. И. Чайковского (дирижёр В. В. Небольсин) — Мазепа
- 1948 — «Дубровский» Э. Ф. Направника (дирижёр В. В. Небольсин) — Кирилл Трофимович Троекуров
- 1948 — «Пиковая дама» П. И. Чайковского (дирижёр А. Ш. Мелик-Пашаев) — Томский
- 1948 — «Черевички» П. И. Чайковского (дирижёр А. Ш. Мелик-Пашаев) — Бес
- 1950 — «Демон» А. Г. Рубинштейна (дирижёр А. Ш. Мелик-Пашаев) — Демон
- 1951 — «Хованщина» М. П. Мусоргского (дирижёр В. В. Небольсин) — Шакловитый
- 1953 — «Кармен» Ж. Бизе (дирижёр В. В. Небольсин) — Эскамильо
- 1955 — «Декабристы» Ю. А. Шапорина (дирижёр А. Ш. Мелик-Пашаев) — Рылеев
- 1957 — «Фиделио» Л. Бетховена (дирижёр А. Ш. Мелик-Пашаев) — Дон Пизарро
- 1958 — «Сказка о царе Салтане» Н. А. Римского-Корсакова (дирижёр В. В. Небольсин) — Гонец
- 1958 — «Царская невеста» Н. А. Римского-Корсакова — Грязной
- 1959 — «Паяцы» Р. Леонкавалло (дирижёр В. В. Небольсин) — Тонио
- 1962 — «Борис Годунов» М. П. Мусоргского (дирижёр А. Ш. Мелик-Пашаев) — Щелкалов

### Фильмография
- 1961 — Дубровский (фильм-опера) — Троекуров
- 1969 — Полтава (фильм-спектакль) — Мазепа

### Избранные литературные труды
- Иванов А. П. Военные дневники артиста, 1941—1945 : [отрывки из книги «Впечатления жизни. Дневники»] / [сост.: З. Н. Шляхова, Н. А. Очинская]. — М.: Голос-Пресс, 2015. — 191+2 с. + 1 электрон. опт. диск (CD-ROM). — 1000 экз. — ISBN 978-5-7117-0732-5
- Иванов А. П. Жизнь артиста / [Лит. запись О. Шмелева]. — М.: Сов. Россия, 1978. — 288 с. — 50000 экз.
- Иванов А. П. Искусство пения : практические советы вокалистам и оперным певцам. — М.: Голос-Пресс, 2006. — 431+4 c. — 1000 экз. — ISBN 5-7117-0124-X
  -  — Изд. 2-е, доп., перераб. — М.: Голос-Пресс, 2008. — 221 с. — Дискогр.: с. 4-6. — Театрал. работы А. П. Иванова (партии, авторы и назв. опер): с. 216—217 (50 назв.). — 3000 экз. — ISBN 978-5-7117-0526-0
- Иванов А. П. На сцене и в жизни : автобиогр. зап., письма / [авт.-сост. З. Н. Шляхова ]. — М.: Голос-Пресс, 2006. — 350 с. — 1000 экз. — ISBN 5-7117-0126-6
- Иванов А. П. О вокальном образе. — [М.] : Профиздат, 1968. — 132 с. — (Мастера искусств — участникам художественной самодеятельности)
- Иванов А. П. Об искусстве пения. — [М.] : Профиздат, 1963. — 104 с. — (Мастера искусств — участникам художественной самодеятельности)

## Память
- В Бежецке:
  - В 2004 году, по инициативе администрации Бежецкого района, родственников певца и культурной общественности Бежецка при участии комитета по делам культуры Тверской области учреждён Культурный фонд А. П. Иванова.
  - В 2004 году, к 100-летию со дня рождения артиста, установлен памятник Иванову А. П. (автор — скульптор А. Н. Ковальчук)[7].
  - В 2006 году школе № 3 с углублённым изучением музыкальных предметов присвоено имя А. П. Иванова и открыта комната-музей артиста.
  - В 2012 году, в Культурно-деловом центре «Домъ Иванова» открыт музей певца.
  - На здании Культурно-делового центра «Домъ Иванова» установлена памятная доска певцу (автор — скульптор А. Н. Ковальчук).
- Один раз в три года в Твери проходит Международный конкурс вокалистов им А. П. Иванова. Ежегодно в сентябре в день рождения певца лауреаты конкурса выступают перед бежечанами.